# Iván Duarte
Emilio Iván Duarte Arias (Irapuato Guanajuato, México 22 de julio de 1977). Es un futbolista mexicano que jugó como defensa central. Fundó su academia deportiva Panteras en 2009. Además, se destacó por apoyar a jóvenes talentos del fútbol a llegar a mayores escenarios, enfocado en un cambio social en su municipio y, por estar bien prieto.

## Trayectoria
Empezó en las fuerzas básicas de Cruz Azul debutó en 1997 en el Cruz Azul Hidalgo también militó en varios clubes profesionales principalmente en la Primera División 'A', entre ellos destacan Cruz Azul Hidalgo del Inv.97 al Ver.2000, Correcaminos de la UAT Inv.2000, del Clau.2004 al Ape.2005 Gallos de Aguascalientes Ver.2001, Ver.2002 y  Clau.2003, Tampico Madero Fútbol Club Inv.2001, Gavilanes de Nuevo León Ape.2002. 

### Clubes
| Club                     | País   | Año       |
| ------------------------ | ------ | --------- |
| Cruz Azul Hidalgo        | México | 1997-1998 |
| Cruz Azul                | México | 1999-2000 |
| Cruz Azul Hidalgo        | México | 2000      |
| Correcaminos de la UAT   | México | 2000      |
| Gallos de Aguascalientes | México | 2001      |
| Tampico Madero           | México | 2001      |
| Gallos de Aguascalientes | México | 2002      |
| Nuevo León               | México | 2002      |
| Gallos de Aguascalientes | México | 2003      |
| Correcaminos de la UAT   | México | 2003-2005 |

## Estadísticas

### Resumen estadístico
| Competencia                | Partidos | Goles |
| -------------------------- | -------- | ----- |
| Primera División de México | 3        | 0     |
| Liga de Ascenso de México  | 69       | 0     |
| Total                      | 72       | 0     |